# Независимый блок
 Независимый блок  (швед. Obunden Samling) — консервативная политическая партия Аландских островов. В 2003 году на парламентских выборах партия получила 9,4 % голосов и 3 из 30 мест. 21 октября 2007 года на парламентских выборах партия получила 11,9 % голосов и 4 из 30 мест. На выборах в Лагтинг 2011 года партия набрала 1 639 голосов (12,3 %), получив 4 места в аландском парламенте.